# Comté de Dickens
Pour les articles homonymes, voir Dickens.
Le comté de Dickens, en anglais : Dickens County, est un comté situé dans le nord de l'État du Texas aux États-Unis. Fondé le 19 novembre 1876, son siège de comté est la ville de Dickens. Selon le recensement des États-Unis de 2020, sa population est de 1 770 habitants. Le comté a une superficie de 2 344 km2, dont 2 342 km2 en surfaces terrestres. Il est nommé en l'honneur de J. Dickens (son prénom est inconnu), un soldat texan mort lors du siège de Fort Alamo.

## Comtés adjacents
| Comté de Floyd  | Comté de Motley  | Comté de Cottle    |
| Comté de Crosby | comté de Dickens | Comté de King      |
| Comté de Garza  | Comté de Kent    | Comté de Stonewall |

## Démographie
Lors du recensement de 2020, le comté comptait une population de 1 770 habitants.

Pyramide des âges du comté de Dickens (2000).

| Groupes           | Comté de Dickens | Texas | États-Unis |
| ----------------- | ---------------- | ----- | ---------- |
| Blancs            | 84,0             | 70,4  | 72,4       |
| Autres            | 7,9              | 10,6  | 6,4        |
| Métis             | 1,7              | 2,5   | 2,7        |
| Afro-Américains   | 4,1              | 11,9  | 12,6       |
| Amérindiens       | 1,6              | 0,7   | 0,9        |
| Asiatiques        | 0,9              | 3,8   | 4,8        |
| Total             | 100              | 100   | 100        |
|                   |                  |       |            |
| Latino-Américains | 29,0             | 37,6  | 16,7       |